# Mankey
Mankey (japanski: Manki) jedan je od 1025 fiktivnih vrsta Pokémona iz medijske franšize Pokémon, skupa Pokémon videoigara, animiranih serija, manga stripova, knjiga, igraćih karata i drugih medija kojima je tvorac Satoshi Tajiri. Svrha je Mankeya u videoigrama, animiranoj seriji i manga stripovima, kao i svrha ostalih Pokémona, borba s divljim Pokémonima – neukroćenim stvorenjima koje igrači i likovi pronalaze dok kreću na razne avanture – i pripitomljenim Pokémonima drugih Pokémon trenera.

## Etimologija imena
Ime Mankey je vjerojatno spojenica engleskih riječi mad = bijesan ili man=čovjek, te monkey=majmun. Možebitno sadržava i riječ cranky= čangrizav.

## Biološke karakteristike
Mankey je Pokemon majmun, sličan majmunima Novog svijeta. Tijelo mu je prekriveno bijelim krznom. Njegove ruke, stopala i vrh repa su smeđi. Ima nos nalik svinjskom.
Zloglasan je zbog svoje nagle i agresivne naravi. Toliko brzo plane u strašan bijes da mu je teško na vrijeme pobjeći.

## Pokédex podaci
- Pokémon Red i Blue: Iznimno se brzo naljuti. Može biti umiljat u jednom trenutku, a onda mlatarati uokolo odmah nakon toga.
- Pokémon Yellow: Okretan Pokemon koji živi u drveću. Lako se naljuti i neće oklijevati napasti bilo što.
- Pokémon Gold:  Ima izrazito zlovoljnu narav. Skupine njih će napasti bilo kakvu prikladnu metu bez ikakva razloga.
- Pokémon Silver : Nije sigurno prilaziti mu ako se iz nekog razloga nasilno razbijesni, te ne može razlikovati prijatelje od protivnika.
- Pokémon Crystal : Živi skupno na vrhovima stabala. Ako izgubi vizualni kontakt sa skupinom, razbijesni ga usamljenost.
- Pokémon Ruby/Sapphire :Kad se Mankey počne tresti a njegovo disanje postane grubo, to je siguran znak da se počinje ljutiti. Međutim, kako on uđe u stanje nevjerojatnog bijesa skoro trenutačno, nemoguće je da itko umakne njegovom gnjevu.
- Pokémon Emerald : Kad se počne tresti a njegovo disanje postane grubo, to je siguran znak njegove ljutnje. Međutim, kako se ovo dogodi trenutačno, meta nema vremena za bijeg.
- Pokémon FireRed : Lak i okretan na nogama, žestokog temperamenta. Kad je ljut, upada u grozničav bijes koja je nemoguće obuzdati.
- Pokémon LeafGreen : Iznimno se brzo naljuti. Može biti umiljat u jednom trenutku, a onda mlatarati uokolo odmah nakon toga.
- Pokémon Diamond/Pearl : Živi u kolonijama na vrhovima stabala. Razbijesni li se jedan, cijela bezrazložno divlja.

## U videoigrama
Mankeya je moguće uloviti u igri Pokémon Red na Stazama 5, 6, 7 i 8, u Pokemon Yellow na Stazama 3, 4, 22 i 23, a u igrama Pokémon FireRed i LeafGreen također na Stazama kao u Pokemon Yellow, uz dodatak Kamenog tunela. U igri Pokémon Gold prisutan je na Stazama 9 i 42. U igrama Pokémon Diamond, Pearl i Platinum dostupan je preko Poke-radara na Stazama 225 i 226.

## U animiranoj seriji
Ash Ketchum je ulovio jednog Mankeya koji mu je bio ukrao šešir, no hvatanje se zbilo nakon Mankeyeve evolucije u Primeapea, u epizodi br 25 "Primeape je poludio!" (Primeape Goes Bananas!).

## Tehnike
| Prirodne tehnike                | Prirodne tehnike | Prirodne tehnike |
| ------------------------------- | ---------------- | ---------------- |
| Tehnika                         | Vrsta tehnike    | Razina           |
| Priželjkivanje (Covet)          | Normalni         |                  |
| Grebanje(Scratch)               | Normalni         |                  |
| Niski udarac(Low Kick)          | Borbeni          |                  |
| Opaki pogled(Leer)              | Normalni         |                  |
| Usredotočavanje(Focus Energy)   | Normalni         |                  |
| Divlje grebanje(Fury Swipes)    | Normalni         | 9                |
| Karate udarac(Karate Chop)      | Borbeni          | 13               |
| Seizmičko bacanje(Seismic Toss) | Borbeni          | 17               |
| Vrisak(Screech)                 | Normalni         | 21               |
| Osiguranje(Assurance)           | Mračni           | 25               |
| Hvalisanje(Swagger)             | Normalni         | 33               |
| Križni udarac (Cross Chop)      | Borbeni          | 37               |
| Mlataranje(Thrash)              | Normalni         | 41               |
| Kazna(Punishment)               | Mračni           | 45               |
| Bliska borba(Close Combat)      | Borbeni          | 49               |

## Statistike
| HP:      | 40 |  |
| Attack:  | 80 |  |
| Defense: | 35 |  |
| Special: | 35 |  |
| SpAtk:   | 35 |  |
| SpDef:   | 45 |  |
| Speed:   | 70 |  |

Statistika Special korištena je samo tijekom prve generacije; kasnije je podijeljenja na Special Attack i Special Defense statistike.